# 거리 지수
거리 지수(距離指數)는 천체의 밝기에서 실시등급과 절대등급과의 차이다. 거리 지수를 알면 천체까지의 거리와 연주 시차를 알 수 있다.

## 정의
거리지수 {\displaystyle \mu =m-M}이다.
식은
{\displaystyle \log _{10}(d)=1+{\frac {\mu }{5}}}
이다.
{\displaystyle \mu }로 정리하면
{\displaystyle \mu =5\log _{10}(d)-5}
이다.
등급과 광도에 관한 식은
{\displaystyle m=-2.5\log _{10}L(d)}
{\displaystyle M=-2.5\log _{10}L(10)}
이다.
식을 정리하면
{\displaystyle m-M=5\log _{10}(d)-5=\mu }
이다.
{\displaystyle d}로 정리하면
{\displaystyle d=10^{{\frac {\mu }{5}}+1}}
이다.

## 안내
{\displaystyle \mu }는 거리 지수다.
{\displaystyle m}은 겉보기 등급이다.
{\displaystyle M}은 절대등급이다.
{\displaystyle d}는 (단위 파섹) 그 천체까지의 거리이다.